# 水曜海山
水曜海山（すいようかいざん）は日本の太平洋沖、伊豆諸島南端の鳥島および孀婦岩の真南に位置する海山（海底火山）。七曜にちなんで名づけられた海底火山列である七曜海山列を構成する。
水曜海山は玄武岩・デイサイト質のカルデラと溶岩ドームからなり、海底から約1,400 m、海面下1,418 mに達する。山頂には幅1.5 km、深さ500 mのカルデラがある。
水曜海山は風化が進んでおり、海山列にある他の海山より古いと推測される。厚い堆積物で覆われていおり、長期間活動を休止していると考えられている。側面には断層模様や谷が観察されている。
水曜海山は磁気異常と関連付けられている。海山及び周囲の海底調査によって海山の東に負磁気を帯びた岩体が、北西と南側に正磁気を帯びた岩体がそれぞれ存在していることが判明している。この複雑な磁気異常の理由は不明であるが、異なる年代の異なる磁場が相互作用した結果であると考えられている。
1991年7月には熱水噴出孔の暴発が観測されており、海底の海水温が290 °Cにまで上昇した。それまで死火山と考えられていた水曜海山は気象庁によって活火山へと分類しなおされた。水深調査によって硫黄酸化微生物が優勢であることが明らかになっており、水曜海山はこのタイプの細菌にとって天然の「培養器」になっていると結論づけられた。